# Giganotosaurus carolinii
Giganotosaurus (il cui nome significa "lucertola gigante del sud") è un genere estinto di dinosauro teropode carcharodontosauride vissuto nel Cretaceo superiore, circa 99,6-97 milioni di anni fa (Cenomaniano), in quella che oggi è l'Argentina.
L'olotipo del Giganotosaurus è stato scoperto nel 1993 nella Formazione Candeleros, in Patagonia, e rappresenta da solo ben il 70% dell'intero animale. L'animale venne descritto come G. carolinii nel 1995; il nome del genere, Giganotosaurus, si traduce come "lucertola gigante del sud", mentre il nome specifico onora il suo scopritore, Rubén D. Carolini. Prima della scoperta dell'olotipo erano già stati ritrovati una mandibola, un dente e alcune impronte fossili che successivamente sono state assegnate al genere. Il genere ha attirato su di sé molto interesse ed è diventato parte di un dibattito scientifico circa le dimensioni massime dei dinosauri teropodi.
Il Giganotosaurus è stato uno dei più grandi carnivori terrestri conosciuti, ma le dimensioni esatte sono alquanto difficili da determinare a causa dell'incompletezza dei resti ritrovati finora.
Parte della famiglia dei Carcharodontosauridae, il Giganotosaurus è uno dei membri più completi e meglio noti del gruppo, che comprende alcuni dei più grandi teropodi noti, come il Mapusaurus e il Carcharodontosaurus.

## Descrizione

Confronto tra le dimensioni stimate per l'olotipo (verde chiaro) e per l'esemplare assegnato (verde scuro)

L'incompletezza dei suoi resti ha reso difficile stimare le sue esatte dimensioni in modo affidabile. È quindi impossibile determinare con certezza se era, per esempio, più grande di un Tyrannosaurus, che viene storicamente considerato uno dei più grandi teropodi conosciuti. Vari ricercatori hanno stimato varie dimensioni, sulla base di vari metodi, e a seconda di come sono stati ricostruite le parti mancanti dello scheletro. Le stime sulla lunghezza del campione olotipico variano dai 12 ai 13 metri, con un teschio lungo da 1,53 ad 1,80 metri, il femore lungo tra 1,365 e 1,43 metri, per un peso compreso tra le 4,2 e le 13,8 tonnellate (da 4,6 e 15,2 tonnellate corte). La fusione delle suture (giunti) della scatola cranica indica che il campione olotipo era un individuo adulto. Il secondo campione, costituito da un osso dentario (parte della mandibola), appartenente ad un individuo apparentemente più grande, è stato utilizzato per estrapolare una lunghezza di 13,2 metri, un teschio lungo tra 1,75 e 1,95 metri, e un peso di 8,2 tonnellate (9,0 tonnellate corte). Alcuni autori considerano le stime di dimensioni più grandi per entrambi i campioni esagerate. Il Giganotosaurus è spesso considerato come una versione sovradimensionata dell'Allosaurus.
Le stime condotte sul campione più completo fanno ipotizzare una lunghezza da 12 a 13 metri, un cranio da 1,53 a 1,80 metri di lunghezza e un peso da 4,2 a 13,8 tonnellate. La mandibola isolata che apparteneva ad un individuo presumibilmente più grande è stata utilizzata per estrapolare una lunghezza di 13,2 metri, rendendo il Giganotosaurus ancora più grande del Tyrannosaurus, storicamente considerato il più grande dinosauro carnivoro. Tuttavia lo Spinosaurus batteva entrambi in termini di lunghezza e alcuni paleontologi pensano che le stime ricavate dalle dimensioni della mandibola siano esagerate. Inoltre in base a successive scoperte di scheletri incompleti di T. Rex (MOR 008 e C- Rex) le cui dimensioni superavano il più grande e completo scheletro di T. Rex ritrovato (denominato "Sue"), si è immaginato che Tyrannosaurus potesse essere più grande di Giganotosaurus. Il cranio dell'animale era basso, con ossa nasali rugose e una sorta di cresta ossea che percorreva l'osso lacrimale fin davanti all'occhio. La parte anteriore della mascella inferiore è appiattita, e aveva un processo basso sporgente (o "mento") sulla punta. I denti erano compressi lateralmente ed erano provvisti di dentellature. Il collo era forte e la cintura pettorale proporzionalmente piccola.
Il collo del Giganotosaurus era molto forte, e l'epistrofeo (la vertebra cervicale che si articola con il cranio) era molto robusto. Le vertebre cervicali posteriori erano relativamente brevi, appiattite centralmente, quasi emisferiche nella parte anteriore dell'articolazioni, e le depressioni cave erano divise per lamine. La parte dorsale delle vertebre aveva grandi archi neurali e depressioni profonde. Le vertebre caudali (della coda) avevano spine neurali allungate e proiettate posteriormente e con un centro robusto. I processi trasversali delle vertebre caudali erano lunghi da davanti a dietro, e gli chevron sulla parte anteriore erano a lama. La cintura pettorale era proporzionalmente inferiore a quella del Tyrannosaurus, con il rapporto tra la scapola e il femore inferiore a 0,5. La lama della scapola aveva confini paralleli, e un forte tubercolo per l'inserimento del muscolo tricipite. I coracoidi erano piccoli e sagomati a gancio.
L'ileo del bacino aveva un bordo superiore convesso, una bassa lama postacetabulare (dietro l'acetabolo), e una stretta proiezione dove si agganciavano i muscoli posteriori. Il piede del pube era piuttosto pronunciato e più corto sul davanti rispetto a dietro. L'ischio era diritto e ampliato, e terminava in un lobo. Il femore aveva una forma sigmoide, e aveva una robusta testa rivolta verso l'alto, con un profondo solco (scanalatura). Il piccolo trocantere della testa del femore aveva una struttura ad ala ed era posto sotto il grande trocantere, che era più breve. Il quarto trocantere era grande e proiettato all'indietro. La tibia era espansa in corrispondenza dell'estremità superiore e la sua faccetta articolare (dove articola con il femore) era ampia, mentre il corpo dell'osso era compresso da davanti a dietro.
Si pensa che il Giganotosaurus fosse omeotermo (un tipo di "sangue caldo"), con un metabolismo misto tra quello di un mammifero e quello di un rettile, che gli avrebbe consentito una crescita rapida. Tuttavia, era relativamente lento, con un'ipotetica velocità di marcia di 7 metri al secondo (25 km/h). Le fauci erano in grado di chiudersi molto in fretta sulle prede, lacerando la carne con estrema facilità. Il "mento" potrebbe essere servito per resistere alle sollecitazioni durante il morso. Il Giganotosaurus era il superpredatore del suo ecosistema, cacciando e nutrendosi di qualunque creatura.

### Cranio

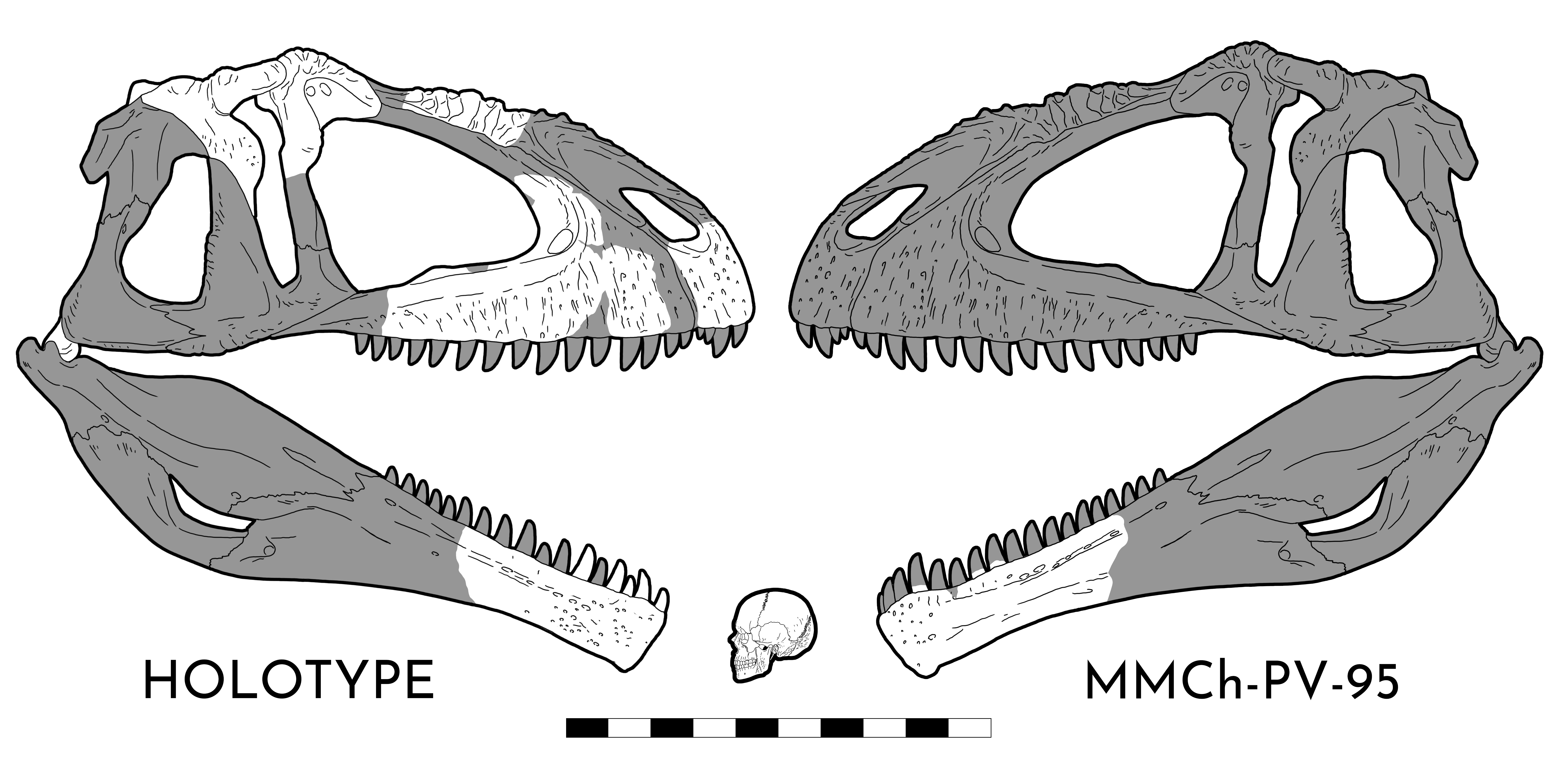
Diagramma che mostra i resti noti del cranio dell'olotipo (a sinistra) e dell'esemplare assegnato

Anche se non completamente conosciuto, sembra che il cranio del Giganotosaurus fosse relativamente basso. L'osso mascellare della mascella superiore aveva una fila di denti lunga 92 centimetri (36 pollici), profonda dall'alto verso il basso, ed i suoi bordi superiore ed inferiore erano quasi paralleli. Il mascellare aveva un marcato processo (proiezione) sotto la narice, e una piccola ellisse a forma di Fenestra (apertura), come in Allosaurus e Tyrannosaurus. L'osso nasale era molto rugoso, e questa rugosità continuava all'indietro, coprendo l'intera superficie superiore dell'osso. L'osso lacrimale, davanti all'occhio, formava una prominente cresta rugosa (o corno) leggermente inclinata all'indietro e attraversata da profondi solchi. L'osso postorbitale dietro l'occhio aveva un basso processo giugale che si proietta sull'orbita, come visto in Tyrannosaurus, Abelisaurus e Carnotaurus. L'osso sopraorbitale (sopra l'occhio) faceva da contatto tra il lacrimale e il postorbitale, in modo simile a quella di Abelisaurus. L'osso quadrato nella parte posteriore del cranio era lungo circa 44 centimetri (17 pollici), e aveva due forami pneumatici sul lato interno.

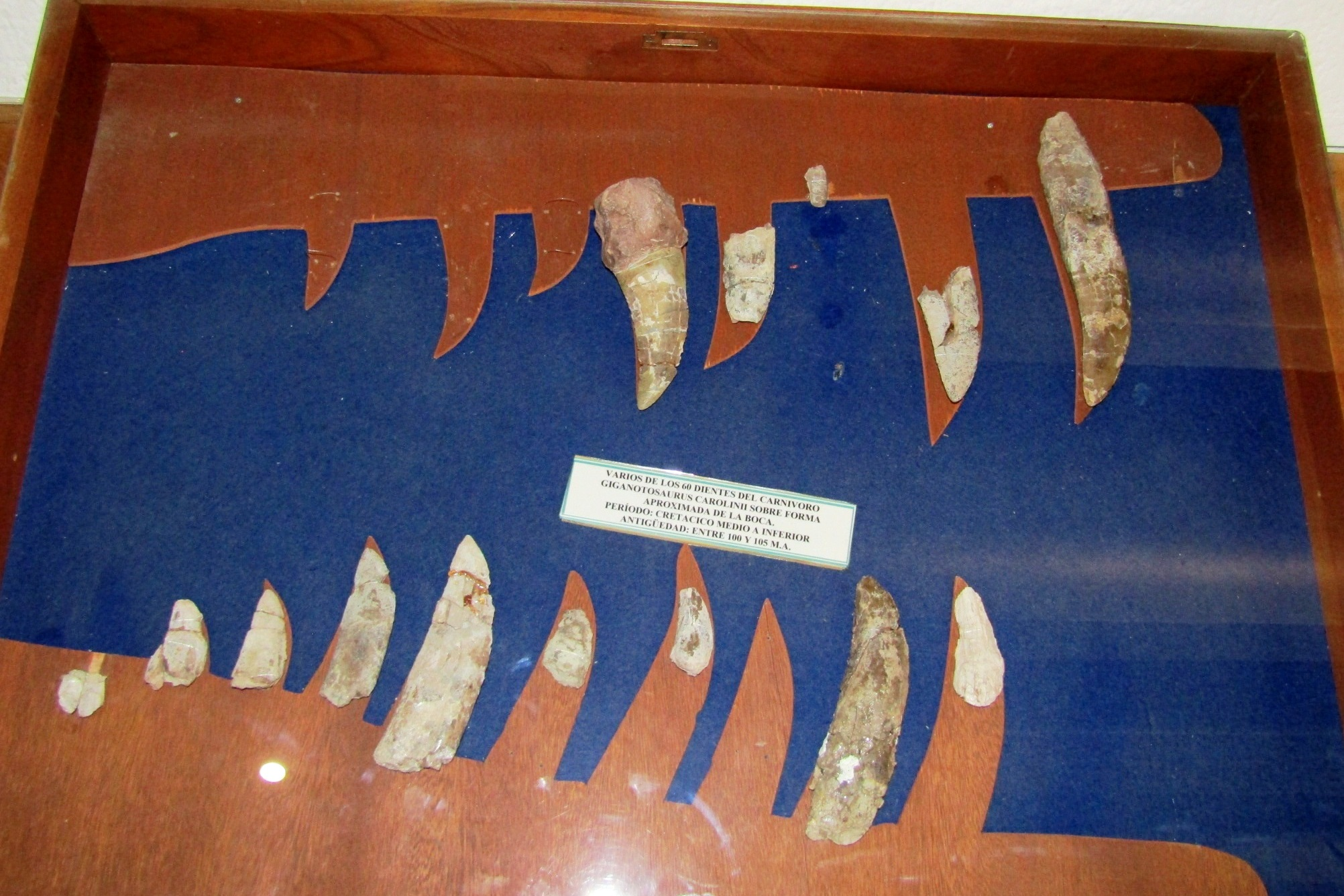
Denti parziali, campione EBPM

Il tetto cranico (formato dalle ossa frontali e parietali) era ampio e formava una "proiezione", che sporgeva brevemente sulla Fenestra sovratemporale sul lato posteriore superiore del cranio. La mascella articolava molto indietro rispetto al condilo occipitale, in confronto ad altri teropodi. Il condilo era largo e basso, e aveva delle cavità pneumatiche. Il Giganotosaurus non aveva una cresta sagittale sulla parte superiore del cranio, e i muscoli della mascella non si estendevano sul tetto del cranio, a differenza della maggior parte degli altri teropodi. Questi muscoli si sarebbero invece attaccati alle superfici laterali inferiori della proiezione. I muscoli del collo che alzavano la testa si sarebbero attaccati alle ossa sopraoccipitali prominenti sulla parte superiore del cranio, che funzionavano come la cresta nucale dei tirannosauri. Un calco in lattice della cavità cerebrale del Giganotosaurus, ha dimostrato che il cervello era simile a quello del genere relativo Carcharodontosaurus, ma più grande. Il calco misurava 29 millimetri (1 pollice) di lunghezza, 64 mm (3 pollici) di larghezza, per un volume di 275 millilitri.
Il dentario della mandibola era espanso in altezza verso la parte anteriore (dalla sinfisi mandibolare), dove era anche appiattito, e aveva una bassa proiezione sulla punta (indicata come un "mento"). Il lato inferiore del dentario è concavo, il lato esterno è convesso in vista superiore, ed era presente una scanalatura che correva attraverso di essa, che sosteneva i forami che alimentavano i denti. Il lato interno del dentario aveva una fila di lastre interdentali, dove ciascun dente aveva un alveolo. La scanalatura Meckelian correva lungo il bordo inferiore. La curvatura del dentario mostra che la bocca del Giganotosaurus era piuttosto ampia. Ed è possibile che ciascun dentario avesse fino a dodici alveoli dentali. La maggior parte degli alveoli era lunga circa 3,5 centimetri (1,3 pollici). I denti erano di forma e dimensioni simili, tranne i primi, che erano più piccoli. I denti erano compressi lateralmente, ovali in sezione trasversale e avevano delle dentellature sul davanti e sui bordi posteriori, caratteristica tipica tra i teropodi. I denti avevano una forma sigmoidale in vista anteriore e posteriore. Un singolo dente possedeva dalle nove alle dodici dentellature per millimetro (0,039 in). Lateralmente i denti del Giganotosaurus avevano delle creste curve di smalto, e i denti più grandi si trovavano nella premascella.

## Classificazione

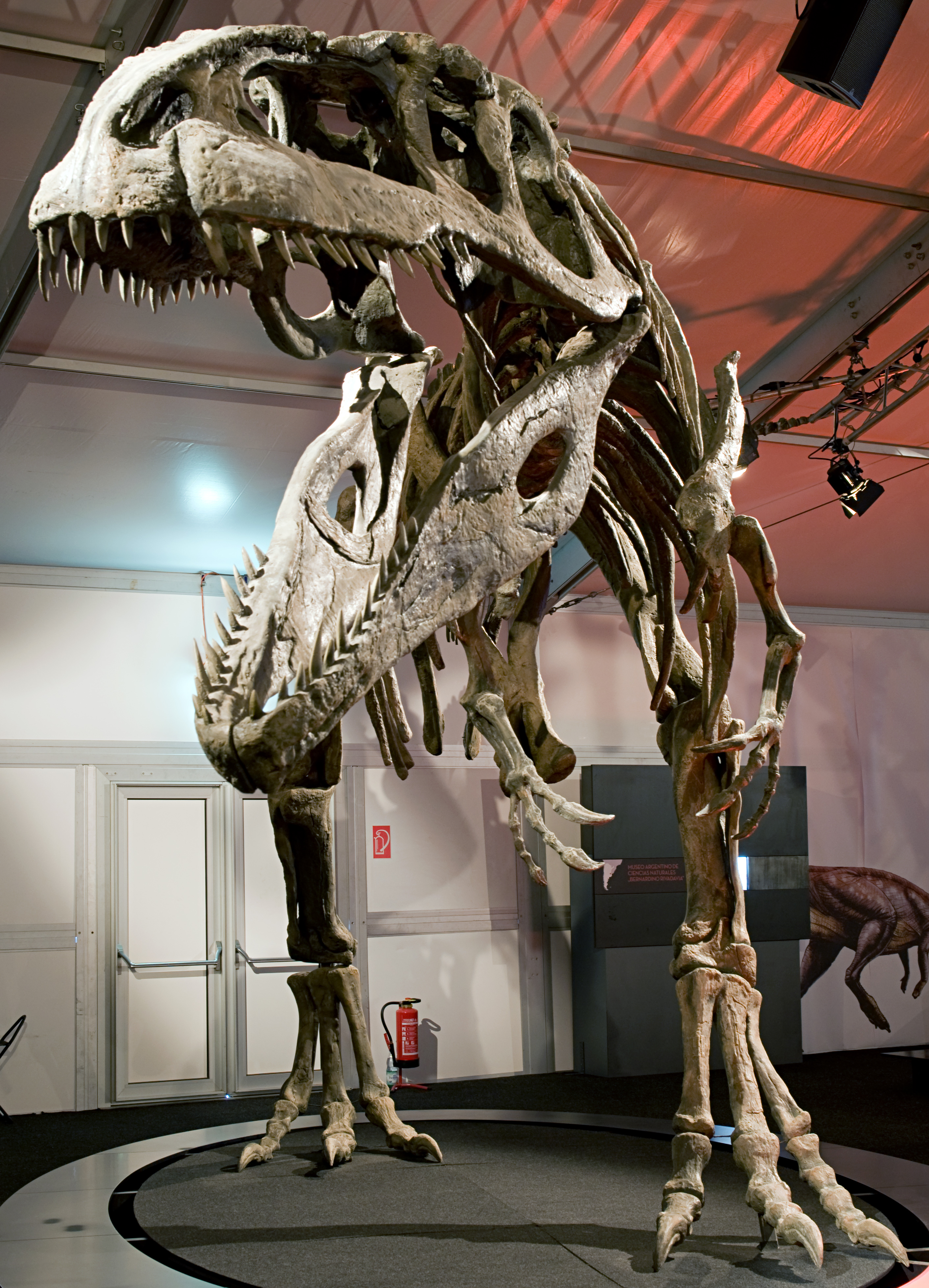
Scheletro montato di Giganotosaurus, in una esposizione del 2010-2011 al Naturmuseum Senckenberg

Originariamente, Coria e Salgado classificarono il Giganotosaurus come appartenente al clado dei tetanurae, ritenendolo troppo evoluto per essere accostato ai teropodi più basali (o "primitivi"), come i ceratosauri. Altre caratteristiche, hanno dimostrato che era al di fuori anche del più derivato (o "evoluto") clado dei coelurosauria. Nel 1996, Sereno e colleghi hanno riscontrato che Giganotosaurus, Carcharodontosaurus e Acrocanthosaurus erano strettamente imparentati l'uno con l'altro all'interno della superfamiglia di Allosauroidea, e raggruppati nella famiglia dei Carcharodontosauridae. Le caratteristiche in comune tra questi generi sono l'osso lacrimale che forma una proiezione sopra l'orbita, e la parte anteriore quadrata della mandibola.
Con il passare del tempo vennero ritrovati altri generi di carcharodontosauridae, rendendo le loro interrelazioni più chiare. Il gruppo è stato definito come "tutti gli allosauroidi più strettamente imparentati con Carcharodontosaurus che con Allosaurus o Sinraptor", da Thomas R. Holtz e colleghi nel 2004. Nel 2006, Coria e Currie unirono Giganotosaurus e Mapusaurus nella sottofamiglia di carcharodontosauridae, Giganotosaurinae, sulla base di caratteristiche comuni del femore, come un debole quarto trocantere e una superficiale e ampia scanalatura sull'estremità inferiore. Nel 2008, Sereno e Stephen L. Brusatte unirono Giganotosaurus, Mapusaurus e Tyrannotitan nella tribù Giganotosaurini. Il Giganotosaurus è uno dei membri più completi e conosciuti di carcharodontosauridae.
Il seguente cladogramma mostra il posizionamento di Giganotosaurus all'interno di carcharodontosauridae, secondo gli studi di Sebastián Apesteguía et al., 2016:
|  | Acrocanthosaurus |
|  |                  |
|  | Eocarcharia      |
|  |                  |

|  | Tyrannotitan                                                  |
|  |                                                               |
|  | \| \| Mapusaurus \| \| \| \| \| \| Giganotosaurus \| \| \| \| |
|  |                                                               |
|  | Mapusaurus                                                    |
|  |                                                               |
|  | Giganotosaurus                                                |
|  |                                                               |

|  | Mapusaurus     |
|  |                |
|  | Giganotosaurus |
|  |                |

|  | Tyrannotitan                                                  |
|  |                                                               |
|  | \| \| Mapusaurus \| \| \| \| \| \| Giganotosaurus \| \| \| \| |
|  |                                                               |
|  | Mapusaurus                                                    |
|  |                                                               |
|  | Giganotosaurus                                                |
|  |                                                               |

|  | Mapusaurus     |
|  |                |
|  | Giganotosaurus |
|  |                |

|  | Tyrannotitan                                                  |
|  |                                                               |
|  | \| \| Mapusaurus \| \| \| \| \| \| Giganotosaurus \| \| \| \| |
|  |                                                               |
|  | Mapusaurus                                                    |
|  |                                                               |
|  | Giganotosaurus                                                |
|  |                                                               |

|  | Mapusaurus     |
|  |                |
|  | Giganotosaurus |
|  |                |

|  | Tyrannotitan                                                  |
|  |                                                               |
|  | \| \| Mapusaurus \| \| \| \| \| \| Giganotosaurus \| \| \| \| |
|  |                                                               |
|  | Mapusaurus                                                    |
|  |                                                               |
|  | Giganotosaurus                                                |
|  |                                                               |

|  | Mapusaurus     |
|  |                |
|  | Giganotosaurus |
|  |                |

|  | Acrocanthosaurus |
|  |                  |
|  | Eocarcharia      |
|  |                  |

|  | Tyrannotitan                                                  |
|  |                                                               |
|  | \| \| Mapusaurus \| \| \| \| \| \| Giganotosaurus \| \| \| \| |
|  |                                                               |
|  | Mapusaurus                                                    |
|  |                                                               |
|  | Giganotosaurus                                                |
|  |                                                               |

|  | Mapusaurus     |
|  |                |
|  | Giganotosaurus |
|  |                |

|  | Tyrannotitan                                                  |
|  |                                                               |
|  | \| \| Mapusaurus \| \| \| \| \| \| Giganotosaurus \| \| \| \| |
|  |                                                               |
|  | Mapusaurus                                                    |
|  |                                                               |
|  | Giganotosaurus                                                |
|  |                                                               |

|  | Mapusaurus     |
|  |                |
|  | Giganotosaurus |
|  |                |

|  | Tyrannotitan                                                  |
|  |                                                               |
|  | \| \| Mapusaurus \| \| \| \| \| \| Giganotosaurus \| \| \| \| |
|  |                                                               |
|  | Mapusaurus                                                    |
|  |                                                               |
|  | Giganotosaurus                                                |
|  |                                                               |

|  | Mapusaurus     |
|  |                |
|  | Giganotosaurus |
|  |                |

|  | Tyrannotitan                                                  |
|  |                                                               |
|  | \| \| Mapusaurus \| \| \| \| \| \| Giganotosaurus \| \| \| \| |
|  |                                                               |
|  | Mapusaurus                                                    |
|  |                                                               |
|  | Giganotosaurus                                                |
|  |                                                               |

|  | Mapusaurus     |
|  |                |
|  | Giganotosaurus |
|  |                |

|  | Acrocanthosaurus |
|  |                  |
|  | Eocarcharia      |
|  |                  |

|  | Tyrannotitan                                                  |
|  |                                                               |
|  | \| \| Mapusaurus \| \| \| \| \| \| Giganotosaurus \| \| \| \| |
|  |                                                               |
|  | Mapusaurus                                                    |
|  |                                                               |
|  | Giganotosaurus                                                |
|  |                                                               |

|  | Mapusaurus     |
|  |                |
|  | Giganotosaurus |
|  |                |

|  | Tyrannotitan                                                  |
|  |                                                               |
|  | \| \| Mapusaurus \| \| \| \| \| \| Giganotosaurus \| \| \| \| |
|  |                                                               |
|  | Mapusaurus                                                    |
|  |                                                               |
|  | Giganotosaurus                                                |
|  |                                                               |

|  | Mapusaurus     |
|  |                |
|  | Giganotosaurus |
|  |                |

|  | Tyrannotitan                                                  |
|  |                                                               |
|  | \| \| Mapusaurus \| \| \| \| \| \| Giganotosaurus \| \| \| \| |
|  |                                                               |
|  | Mapusaurus                                                    |
|  |                                                               |
|  | Giganotosaurus                                                |
|  |                                                               |

|  | Mapusaurus     |
|  |                |
|  | Giganotosaurus |
|  |                |

|  | Tyrannotitan                                                  |
|  |                                                               |
|  | \| \| Mapusaurus \| \| \| \| \| \| Giganotosaurus \| \| \| \| |
|  |                                                               |
|  | Mapusaurus                                                    |
|  |                                                               |
|  | Giganotosaurus                                                |
|  |                                                               |

|  | Mapusaurus     |
|  |                |
|  | Giganotosaurus |
|  |                |

|  | Acrocanthosaurus |
|  |                  |
|  | Eocarcharia      |
|  |                  |

|  | Tyrannotitan                                                  |
|  |                                                               |
|  | \| \| Mapusaurus \| \| \| \| \| \| Giganotosaurus \| \| \| \| |
|  |                                                               |
|  | Mapusaurus                                                    |
|  |                                                               |
|  | Giganotosaurus                                                |
|  |                                                               |

|  | Mapusaurus     |
|  |                |
|  | Giganotosaurus |
|  |                |

|  | Tyrannotitan                                                  |
|  |                                                               |
|  | \| \| Mapusaurus \| \| \| \| \| \| Giganotosaurus \| \| \| \| |
|  |                                                               |
|  | Mapusaurus                                                    |
|  |                                                               |
|  | Giganotosaurus                                                |
|  |                                                               |

|  | Mapusaurus     |
|  |                |
|  | Giganotosaurus |
|  |                |

|  | Tyrannotitan                                                  |
|  |                                                               |
|  | \| \| Mapusaurus \| \| \| \| \| \| Giganotosaurus \| \| \| \| |
|  |                                                               |
|  | Mapusaurus                                                    |
|  |                                                               |
|  | Giganotosaurus                                                |
|  |                                                               |

|  | Mapusaurus     |
|  |                |
|  | Giganotosaurus |
|  |                |

|  | Tyrannotitan                                                  |
|  |                                                               |
|  | \| \| Mapusaurus \| \| \| \| \| \| Giganotosaurus \| \| \| \| |
|  |                                                               |
|  | Mapusaurus                                                    |
|  |                                                               |
|  | Giganotosaurus                                                |
|  |                                                               |

|  | Mapusaurus     |
|  |                |
|  | Giganotosaurus |
|  |                |

|  | Acrocanthosaurus |
|  |                  |
|  | Eocarcharia      |
|  |                  |

|  | Tyrannotitan                                                  |
|  |                                                               |
|  | \| \| Mapusaurus \| \| \| \| \| \| Giganotosaurus \| \| \| \| |
|  |                                                               |
|  | Mapusaurus                                                    |
|  |                                                               |
|  | Giganotosaurus                                                |
|  |                                                               |

|  | Mapusaurus     |
|  |                |
|  | Giganotosaurus |
|  |                |

|  | Tyrannotitan                                                  |
|  |                                                               |
|  | \| \| Mapusaurus \| \| \| \| \| \| Giganotosaurus \| \| \| \| |
|  |                                                               |
|  | Mapusaurus                                                    |
|  |                                                               |
|  | Giganotosaurus                                                |
|  |                                                               |

|  | Mapusaurus     |
|  |                |
|  | Giganotosaurus |
|  |                |

|  | Tyrannotitan                                                  |
|  |                                                               |
|  | \| \| Mapusaurus \| \| \| \| \| \| Giganotosaurus \| \| \| \| |
|  |                                                               |
|  | Mapusaurus                                                    |
|  |                                                               |
|  | Giganotosaurus                                                |
|  |                                                               |

|  | Mapusaurus     |
|  |                |
|  | Giganotosaurus |
|  |                |

|  | Tyrannotitan                                                  |
|  |                                                               |
|  | \| \| Mapusaurus \| \| \| \| \| \| Giganotosaurus \| \| \| \| |
|  |                                                               |
|  | Mapusaurus                                                    |
|  |                                                               |
|  | Giganotosaurus                                                |
|  |                                                               |

|  | Mapusaurus     |
|  |                |
|  | Giganotosaurus |
|  |                |

|  | Acrocanthosaurus |
|  |                  |
|  | Eocarcharia      |
|  |                  |

|  | Tyrannotitan                                                  |
|  |                                                               |
|  | \| \| Mapusaurus \| \| \| \| \| \| Giganotosaurus \| \| \| \| |
|  |                                                               |
|  | Mapusaurus                                                    |
|  |                                                               |
|  | Giganotosaurus                                                |
|  |                                                               |

|  | Mapusaurus     |
|  |                |
|  | Giganotosaurus |
|  |                |

|  | Tyrannotitan                                                  |
|  |                                                               |
|  | \| \| Mapusaurus \| \| \| \| \| \| Giganotosaurus \| \| \| \| |
|  |                                                               |
|  | Mapusaurus                                                    |
|  |                                                               |
|  | Giganotosaurus                                                |
|  |                                                               |

|  | Mapusaurus     |
|  |                |
|  | Giganotosaurus |
|  |                |

|  | Tyrannotitan                                                  |
|  |                                                               |
|  | \| \| Mapusaurus \| \| \| \| \| \| Giganotosaurus \| \| \| \| |
|  |                                                               |
|  | Mapusaurus                                                    |
|  |                                                               |
|  | Giganotosaurus                                                |
|  |                                                               |

|  | Mapusaurus     |
|  |                |
|  | Giganotosaurus |
|  |                |

|  | Tyrannotitan                                                  |
|  |                                                               |
|  | \| \| Mapusaurus \| \| \| \| \| \| Giganotosaurus \| \| \| \| |
|  |                                                               |
|  | Mapusaurus                                                    |
|  |                                                               |
|  | Giganotosaurus                                                |
|  |                                                               |

|  | Mapusaurus     |
|  |                |
|  | Giganotosaurus |
|  |                |

|  | Acrocanthosaurus |
|  |                  |
|  | Eocarcharia      |
|  |                  |

|  | Tyrannotitan                                                  |
|  |                                                               |
|  | \| \| Mapusaurus \| \| \| \| \| \| Giganotosaurus \| \| \| \| |
|  |                                                               |
|  | Mapusaurus                                                    |
|  |                                                               |
|  | Giganotosaurus                                                |
|  |                                                               |

|  | Mapusaurus     |
|  |                |
|  | Giganotosaurus |
|  |                |

|  | Tyrannotitan                                                  |
|  |                                                               |
|  | \| \| Mapusaurus \| \| \| \| \| \| Giganotosaurus \| \| \| \| |
|  |                                                               |
|  | Mapusaurus                                                    |
|  |                                                               |
|  | Giganotosaurus                                                |
|  |                                                               |

|  | Mapusaurus     |
|  |                |
|  | Giganotosaurus |
|  |                |

|  | Tyrannotitan                                                  |
|  |                                                               |
|  | \| \| Mapusaurus \| \| \| \| \| \| Giganotosaurus \| \| \| \| |
|  |                                                               |
|  | Mapusaurus                                                    |
|  |                                                               |
|  | Giganotosaurus                                                |
|  |                                                               |

|  | Mapusaurus     |
|  |                |
|  | Giganotosaurus |
|  |                |

|  | Tyrannotitan                                                  |
|  |                                                               |
|  | \| \| Mapusaurus \| \| \| \| \| \| Giganotosaurus \| \| \| \| |
|  |                                                               |
|  | Mapusaurus                                                    |
|  |                                                               |
|  | Giganotosaurus                                                |
|  |                                                               |

|  | Mapusaurus     |
|  |                |
|  | Giganotosaurus |
|  |                |

|  | Acrocanthosaurus |
|  |                  |
|  | Eocarcharia      |
|  |                  |

|  | Tyrannotitan                                                  |
|  |                                                               |
|  | \| \| Mapusaurus \| \| \| \| \| \| Giganotosaurus \| \| \| \| |
|  |                                                               |
|  | Mapusaurus                                                    |
|  |                                                               |
|  | Giganotosaurus                                                |
|  |                                                               |

|  | Mapusaurus     |
|  |                |
|  | Giganotosaurus |
|  |                |

|  | Tyrannotitan                                                  |
|  |                                                               |
|  | \| \| Mapusaurus \| \| \| \| \| \| Giganotosaurus \| \| \| \| |
|  |                                                               |
|  | Mapusaurus                                                    |
|  |                                                               |
|  | Giganotosaurus                                                |
|  |                                                               |

|  | Mapusaurus     |
|  |                |
|  | Giganotosaurus |
|  |                |

|  | Tyrannotitan                                                  |
|  |                                                               |
|  | \| \| Mapusaurus \| \| \| \| \| \| Giganotosaurus \| \| \| \| |
|  |                                                               |
|  | Mapusaurus                                                    |
|  |                                                               |
|  | Giganotosaurus                                                |
|  |                                                               |

|  | Mapusaurus     |
|  |                |
|  | Giganotosaurus |
|  |                |

|  | Tyrannotitan                                                  |
|  |                                                               |
|  | \| \| Mapusaurus \| \| \| \| \| \| Giganotosaurus \| \| \| \| |
|  |                                                               |
|  | Mapusaurus                                                    |
|  |                                                               |
|  | Giganotosaurus                                                |
|  |                                                               |

|  | Mapusaurus     |
|  |                |
|  | Giganotosaurus |
|  |                |

|  | Acrocanthosaurus |
|  |                  |
|  | Eocarcharia      |
|  |                  |

|  | Tyrannotitan                                                  |
|  |                                                               |
|  | \| \| Mapusaurus \| \| \| \| \| \| Giganotosaurus \| \| \| \| |
|  |                                                               |
|  | Mapusaurus                                                    |
|  |                                                               |
|  | Giganotosaurus                                                |
|  |                                                               |

|  | Mapusaurus     |
|  |                |
|  | Giganotosaurus |
|  |                |

|  | Tyrannotitan                                                  |
|  |                                                               |
|  | \| \| Mapusaurus \| \| \| \| \| \| Giganotosaurus \| \| \| \| |
|  |                                                               |
|  | Mapusaurus                                                    |
|  |                                                               |
|  | Giganotosaurus                                                |
|  |                                                               |

|  | Mapusaurus     |
|  |                |
|  | Giganotosaurus |
|  |                |

|  | Tyrannotitan                                                  |
|  |                                                               |
|  | \| \| Mapusaurus \| \| \| \| \| \| Giganotosaurus \| \| \| \| |
|  |                                                               |
|  | Mapusaurus                                                    |
|  |                                                               |
|  | Giganotosaurus                                                |
|  |                                                               |

|  | Mapusaurus     |
|  |                |
|  | Giganotosaurus |
|  |                |

|  | Tyrannotitan                                                  |
|  |                                                               |
|  | \| \| Mapusaurus \| \| \| \| \| \| Giganotosaurus \| \| \| \| |
|  |                                                               |
|  | Mapusaurus                                                    |
|  |                                                               |
|  | Giganotosaurus                                                |
|  |                                                               |

|  | Mapusaurus     |
|  |                |
|  | Giganotosaurus |
|  |                |

|  | Acrocanthosaurus |
|  |                  |
|  | Eocarcharia      |
|  |                  |

|  | Tyrannotitan                                                  |
|  |                                                               |
|  | \| \| Mapusaurus \| \| \| \| \| \| Giganotosaurus \| \| \| \| |
|  |                                                               |
|  | Mapusaurus                                                    |
|  |                                                               |
|  | Giganotosaurus                                                |
|  |                                                               |

|  | Mapusaurus     |
|  |                |
|  | Giganotosaurus |
|  |                |

|  | Tyrannotitan                                                  |
|  |                                                               |
|  | \| \| Mapusaurus \| \| \| \| \| \| Giganotosaurus \| \| \| \| |
|  |                                                               |
|  | Mapusaurus                                                    |
|  |                                                               |
|  | Giganotosaurus                                                |
|  |                                                               |

|  | Mapusaurus     |
|  |                |
|  | Giganotosaurus |
|  |                |

|  | Tyrannotitan                                                  |
|  |                                                               |
|  | \| \| Mapusaurus \| \| \| \| \| \| Giganotosaurus \| \| \| \| |
|  |                                                               |
|  | Mapusaurus                                                    |
|  |                                                               |
|  | Giganotosaurus                                                |
|  |                                                               |

|  | Mapusaurus     |
|  |                |
|  | Giganotosaurus |
|  |                |

|  | Tyrannotitan                                                  |
|  |                                                               |
|  | \| \| Mapusaurus \| \| \| \| \| \| Giganotosaurus \| \| \| \| |
|  |                                                               |
|  | Mapusaurus                                                    |
|  |                                                               |
|  | Giganotosaurus                                                |
|  |                                                               |

|  | Mapusaurus     |
|  |                |
|  | Giganotosaurus |
|  |                |

|  | Acrocanthosaurus |
|  |                  |
|  | Eocarcharia      |
|  |                  |

|  | Tyrannotitan                                                  |
|  |                                                               |
|  | \| \| Mapusaurus \| \| \| \| \| \| Giganotosaurus \| \| \| \| |
|  |                                                               |
|  | Mapusaurus                                                    |
|  |                                                               |
|  | Giganotosaurus                                                |
|  |                                                               |

|  | Mapusaurus     |
|  |                |
|  | Giganotosaurus |
|  |                |

|  | Tyrannotitan                                                  |
|  |                                                               |
|  | \| \| Mapusaurus \| \| \| \| \| \| Giganotosaurus \| \| \| \| |
|  |                                                               |
|  | Mapusaurus                                                    |
|  |                                                               |
|  | Giganotosaurus                                                |
|  |                                                               |

|  | Mapusaurus     |
|  |                |
|  | Giganotosaurus |
|  |                |

|  | Tyrannotitan                                                  |
|  |                                                               |
|  | \| \| Mapusaurus \| \| \| \| \| \| Giganotosaurus \| \| \| \| |
|  |                                                               |
|  | Mapusaurus                                                    |
|  |                                                               |
|  | Giganotosaurus                                                |
|  |                                                               |

|  | Mapusaurus     |
|  |                |
|  | Giganotosaurus |
|  |                |

|  | Tyrannotitan                                                  |
|  |                                                               |
|  | \| \| Mapusaurus \| \| \| \| \| \| Giganotosaurus \| \| \| \| |
|  |                                                               |
|  | Mapusaurus                                                    |
|  |                                                               |
|  | Giganotosaurus                                                |
|  |                                                               |

|  | Mapusaurus     |
|  |                |
|  | Giganotosaurus |
|  |                |

|  | Acrocanthosaurus |
|  |                  |
|  | Eocarcharia      |
|  |                  |

|  | Tyrannotitan                                                  |
|  |                                                               |
|  | \| \| Mapusaurus \| \| \| \| \| \| Giganotosaurus \| \| \| \| |
|  |                                                               |
|  | Mapusaurus                                                    |
|  |                                                               |
|  | Giganotosaurus                                                |
|  |                                                               |

|  | Mapusaurus     |
|  |                |
|  | Giganotosaurus |
|  |                |

|  | Tyrannotitan                                                  |
|  |                                                               |
|  | \| \| Mapusaurus \| \| \| \| \| \| Giganotosaurus \| \| \| \| |
|  |                                                               |
|  | Mapusaurus                                                    |
|  |                                                               |
|  | Giganotosaurus                                                |
|  |                                                               |

|  | Mapusaurus     |
|  |                |
|  | Giganotosaurus |
|  |                |

|  | Tyrannotitan                                                  |
|  |                                                               |
|  | \| \| Mapusaurus \| \| \| \| \| \| Giganotosaurus \| \| \| \| |
|  |                                                               |
|  | Mapusaurus                                                    |
|  |                                                               |
|  | Giganotosaurus                                                |
|  |                                                               |

|  | Mapusaurus     |
|  |                |
|  | Giganotosaurus |
|  |                |

|  | Tyrannotitan                                                  |
|  |                                                               |
|  | \| \| Mapusaurus \| \| \| \| \| \| Giganotosaurus \| \| \| \| |
|  |                                                               |
|  | Mapusaurus                                                    |
|  |                                                               |
|  | Giganotosaurus                                                |
|  |                                                               |

|  | Mapusaurus     |
|  |                |
|  | Giganotosaurus |
|  |                |

|  | Acrocanthosaurus |
|  |                  |
|  | Eocarcharia      |
|  |                  |

|  | Tyrannotitan                                                  |
|  |                                                               |
|  | \| \| Mapusaurus \| \| \| \| \| \| Giganotosaurus \| \| \| \| |
|  |                                                               |
|  | Mapusaurus                                                    |
|  |                                                               |
|  | Giganotosaurus                                                |
|  |                                                               |

|  | Mapusaurus     |
|  |                |
|  | Giganotosaurus |
|  |                |

|  | Tyrannotitan                                                  |
|  |                                                               |
|  | \| \| Mapusaurus \| \| \| \| \| \| Giganotosaurus \| \| \| \| |
|  |                                                               |
|  | Mapusaurus                                                    |
|  |                                                               |
|  | Giganotosaurus                                                |
|  |                                                               |

|  | Mapusaurus     |
|  |                |
|  | Giganotosaurus |
|  |                |

|  | Tyrannotitan                                                  |
|  |                                                               |
|  | \| \| Mapusaurus \| \| \| \| \| \| Giganotosaurus \| \| \| \| |
|  |                                                               |
|  | Mapusaurus                                                    |
|  |                                                               |
|  | Giganotosaurus                                                |
|  |                                                               |

|  | Mapusaurus     |
|  |                |
|  | Giganotosaurus |
|  |                |

|  | Tyrannotitan                                                  |
|  |                                                               |
|  | \| \| Mapusaurus \| \| \| \| \| \| Giganotosaurus \| \| \| \| |
|  |                                                               |
|  | Mapusaurus                                                    |
|  |                                                               |
|  | Giganotosaurus                                                |
|  |                                                               |

|  | Mapusaurus     |
|  |                |
|  | Giganotosaurus |
|  |                |

|  | Acrocanthosaurus |
|  |                  |
|  | Eocarcharia      |
|  |                  |

|  | Tyrannotitan                                                  |
|  |                                                               |
|  | \| \| Mapusaurus \| \| \| \| \| \| Giganotosaurus \| \| \| \| |
|  |                                                               |
|  | Mapusaurus                                                    |
|  |                                                               |
|  | Giganotosaurus                                                |
|  |                                                               |

|  | Mapusaurus     |
|  |                |
|  | Giganotosaurus |
|  |                |

|  | Tyrannotitan                                                  |
|  |                                                               |
|  | \| \| Mapusaurus \| \| \| \| \| \| Giganotosaurus \| \| \| \| |
|  |                                                               |
|  | Mapusaurus                                                    |
|  |                                                               |
|  | Giganotosaurus                                                |
|  |                                                               |

|  | Mapusaurus     |
|  |                |
|  | Giganotosaurus |
|  |                |

|  | Tyrannotitan                                                  |
|  |                                                               |
|  | \| \| Mapusaurus \| \| \| \| \| \| Giganotosaurus \| \| \| \| |
|  |                                                               |
|  | Mapusaurus                                                    |
|  |                                                               |
|  | Giganotosaurus                                                |
|  |                                                               |

|  | Mapusaurus     |
|  |                |
|  | Giganotosaurus |
|  |                |

|  | Tyrannotitan                                                  |
|  |                                                               |
|  | \| \| Mapusaurus \| \| \| \| \| \| Giganotosaurus \| \| \| \| |
|  |                                                               |
|  | Mapusaurus                                                    |
|  |                                                               |
|  | Giganotosaurus                                                |
|  |                                                               |

|  | Mapusaurus     |
|  |                |
|  | Giganotosaurus |
|  |                |

|  | Acrocanthosaurus |
|  |                  |
|  | Eocarcharia      |
|  |                  |

|  | Tyrannotitan                                                  |
|  |                                                               |
|  | \| \| Mapusaurus \| \| \| \| \| \| Giganotosaurus \| \| \| \| |
|  |                                                               |
|  | Mapusaurus                                                    |
|  |                                                               |
|  | Giganotosaurus                                                |
|  |                                                               |

|  | Mapusaurus     |
|  |                |
|  | Giganotosaurus |
|  |                |

|  | Tyrannotitan                                                  |
|  |                                                               |
|  | \| \| Mapusaurus \| \| \| \| \| \| Giganotosaurus \| \| \| \| |
|  |                                                               |
|  | Mapusaurus                                                    |
|  |                                                               |
|  | Giganotosaurus                                                |
|  |                                                               |

|  | Mapusaurus     |
|  |                |
|  | Giganotosaurus |
|  |                |

|  | Tyrannotitan                                                  |
|  |                                                               |
|  | \| \| Mapusaurus \| \| \| \| \| \| Giganotosaurus \| \| \| \| |
|  |                                                               |
|  | Mapusaurus                                                    |
|  |                                                               |
|  | Giganotosaurus                                                |
|  |                                                               |

|  | Mapusaurus     |
|  |                |
|  | Giganotosaurus |
|  |                |

|  | Tyrannotitan                                                  |
|  |                                                               |
|  | \| \| Mapusaurus \| \| \| \| \| \| Giganotosaurus \| \| \| \| |
|  |                                                               |
|  | Mapusaurus                                                    |
|  |                                                               |
|  | Giganotosaurus                                                |
|  |                                                               |

|  | Mapusaurus     |
|  |                |
|  | Giganotosaurus |
|  |                |

|  | Acrocanthosaurus |
|  |                  |
|  | Eocarcharia      |
|  |                  |

|  | Tyrannotitan                                                  |
|  |                                                               |
|  | \| \| Mapusaurus \| \| \| \| \| \| Giganotosaurus \| \| \| \| |
|  |                                                               |
|  | Mapusaurus                                                    |
|  |                                                               |
|  | Giganotosaurus                                                |
|  |                                                               |

|  | Mapusaurus     |
|  |                |
|  | Giganotosaurus |
|  |                |

|  | Tyrannotitan                                                  |
|  |                                                               |
|  | \| \| Mapusaurus \| \| \| \| \| \| Giganotosaurus \| \| \| \| |
|  |                                                               |
|  | Mapusaurus                                                    |
|  |                                                               |
|  | Giganotosaurus                                                |
|  |                                                               |

|  | Mapusaurus     |
|  |                |
|  | Giganotosaurus |
|  |                |

|  | Tyrannotitan                                                  |
|  |                                                               |
|  | \| \| Mapusaurus \| \| \| \| \| \| Giganotosaurus \| \| \| \| |
|  |                                                               |
|  | Mapusaurus                                                    |
|  |                                                               |
|  | Giganotosaurus                                                |
|  |                                                               |

|  | Mapusaurus     |
|  |                |
|  | Giganotosaurus |
|  |                |

|  | Tyrannotitan                                                  |
|  |                                                               |
|  | \| \| Mapusaurus \| \| \| \| \| \| Giganotosaurus \| \| \| \| |
|  |                                                               |
|  | Mapusaurus                                                    |
|  |                                                               |
|  | Giganotosaurus                                                |
|  |                                                               |

|  | Mapusaurus     |
|  |                |
|  | Giganotosaurus |
|  |                |

Coria e Salgado hanno suggerito che l'evoluzione convergente del gigantismo tra i teropodi potrebbe essere legata alle comuni condizioni ambientali e ai loro ecosistemi. Inoltre, Sereno e colleghi hanno notato che la presenza di carcharodontosauridi in Africa (Carcharodontosaurus), Nord America (Acrocanthosaurus) e Sud America (Giganotosaurus), dimostra che questo gruppo di teropodi aveva una distribuzione transcontinentale durante il Cretaceo inferiore. Le vie di dispersione che avrebbero permesso questi scambi intercontinentali sarebbero poi state cancellate dalle barriere oceaniche nel Cretaceo superiore, che portarono alla creazione di faune provinciali più distinte, impedendo lo scambio tra continenti. In precedenza, si pensava che durante il Cretaceo le faune fossero biogeograficamente separate, con i continenti settentrionali dominati dai tirannosauridi, l'America del Sud dagli abelisauridi, e l'Africa dai carcharodontosauridae. La sottofamiglia dei Carcharodontosaurinae, a cui apparteneva anche Giganotosaurus, sembra essere stata limitata al continente meridionale di Gondwana (formato da Sud America e Africa), dove erano probabilmente i superpredatori del loro ecosistema. La tribù del Sud America, i Giganotosaurini potrebbe essere stata separata dai loro parenti africani attraverso il vicariance, quando il Gondwana si frammentò durante l'Aptiano-Albiano.

## Storia della scoperta

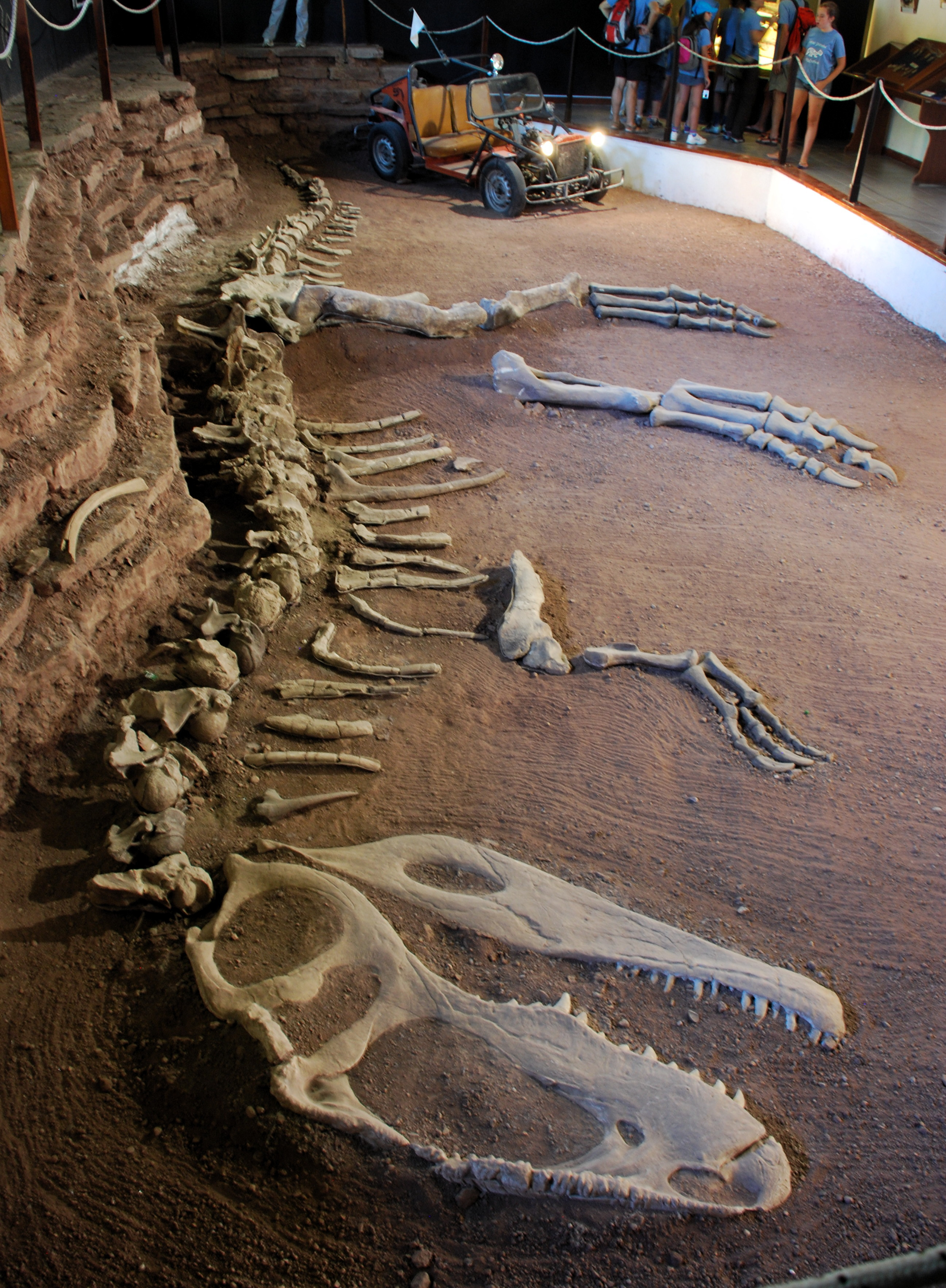
Scheletro di Giganotosaurus, esposto a Villa El Chocón, Provincia di Neuquén

Nel 1993, il cacciatore di fossili dilettante Rubén D. Carolini scoprì la tibia di un dinosauro carnivoro mentre guidava sulla sua dune buggy nei calanchi vicino a Villa El Chocón, nella Provincia di Neuquén della Patagonia, Argentina. In seguito, giunsero sul posto degli specialisti della National University of Comahue che dissotterrarono il campione e ne segnalarono il ritrovamento. La scoperta venne annunciata dai paleontologi argentini Rodolfo Coria e Leonardo Salgado durante l'incontro della Società di Paleontologia dei Vertebrati nel 1994, dove lo scrittore scientifico americano Don Lessem offrì dei finanziamenti per lo scavo, dopo essere rimasto colpito da una foto dell'osso. Il cranio parziale era disperso su una superficie di circa 10 metri quadrati, e lo scheletro postcraniale era disarticolato. Il campione costituiva quasi il 70% dell'intero animale, e comprendeva la maggior parte della colonna vertebrale, la cintura pettorale e pelvica, i femori, la tibia sinistra e il perone. Nel 1995, questo esemplare (MUCPv-Ch1) venne preliminarmente descritto sulla rivista Nature da Coria e Salgado, che ne fecero l'olotipo del nuovo genere e nuova specie Giganotosaurus carolinii (a quell'epoca alcune parti dello scheletro erano ancora racchiuse nel blocco di gesso). Il nome generico, Giganotosaurus, deriva dal greco antico per Gigas/γίγας (che significa "gigante"), notos/νότος (che significa "australe/sud", in riferimento alla sua provenienza) e -sauros/-σαύρος (che significa "lucertola"). Il nome specifico, carolinii, onora Carolini, il suo scopritore. Lo scheletro olotipo è ora ospitato all'Ernesto Bachmann Palaeontological Museum di Villa El Chocón, inaugurato nel 1995 su richiesta di Carolini. L'esemplare è l'attrazione principale del museo, ed è posto sul pavimento di sabbia di una sala dedicata all'animale, insieme agli strumenti utilizzati dai paleontologi durante lo scavo. Una ricostruzione montata dello scheletro è esposta in una stanza adiacente.

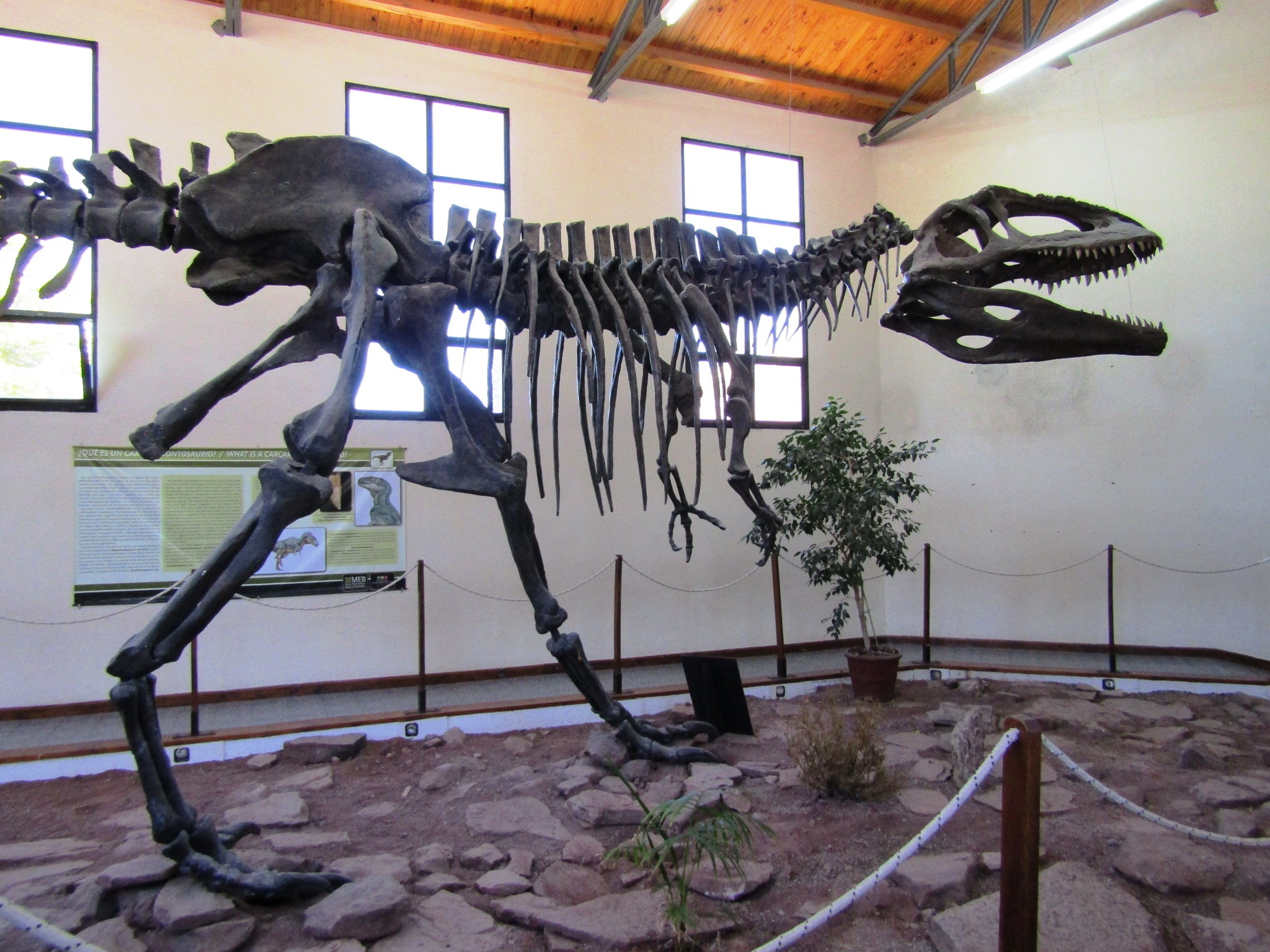
Scheletro montato di Giganotosaurus, esposto a Villa El Chocón, Provincia di Neuquén

Una delle car atteristiche sui teropodi che ha sempre più attirato l'interesse scientifico è il fatto che il gruppo comprende i più grandi predatori terrestri del Mesozoico. Questo interesse ha avuto inizio con la scoperta di uno dei primi dinosauri noti, il Megalosaurus, chiamato così nel 1824 per le sue grandi dimensioni (nonostante le sue dimensioni relativamente piccole se paragonate ad altri teropodi mesozoici). Più di mezzo secolo dopo, nel 1905, venne descritto il Tyrannosaurus che rimase nella cultura popolare il più grande dinosauro carnivoro mai scoperto per ben 90 anni, anche se questo primato venne poi messo in discussione proprio in favore del Giganotosaurus, ma anche dello Spinosaurus e del Carcharodontosaurus. Tuttavia, studi più recenti misero alla luce che T.rex era effettivamente più massiccio e pesante degli altri 3 teropodi giganti,) anche se lo Spinosaurus rimane il teropode più lungo. La discussione su chi fosse il più grande teropode mai scoperto fu riaperta nel 1990, con le nuove scoperte in Africa e Sud America. Nella loro descrizione originale, Coria e Salgado considerarono il Giganotosaurus il più grande dinosauro carnivoro dal sud del mondo, e forse il più grande al mondo, sebbene il confronto con Tyrannosaurus fosse difficile a causa delle frammentarietà dei resti fossili. Tuttavia osservarono che il femore del Giganotosaurus misurava 1,43 metri, ossia 5 centimetri (2 pollici) in più rispetto a quello di "Sue", il più grande esemplare di Tyrannosaurus conosciuto, e che le ossa di Giganotosaurus sembravano essere più robuste, il che indica un animale molto più pesante. Coria e Salgado hanno stimato che il cranio era lungo 1,53 metri, e l'intero animale doveva aggirarsi sui 12,5 metri di lunghezza per un peso di circa 6-8 tonnellate (13.230-17.640 libbre).
Nel 1996, il paleontologo americano Paul Sereno e colleghi descrissero un nuovo cranio del relativo genere Carcharodontosaurus dal Marocco, un teropode descritto nel 1927, ma in precedenza conosciuto solo per resti frammentari (i fossili originali andarono perduti durante la seconda guerra mondiale). Sereno et al. stimarono che il cranio doveva essere lungo circa 1,60 metri, simile a quello del Giganotosaurus, ma forse più lungo di quello del Tyrannosaurus "Sue", con un cranio di 1,53 metri. Inoltre, sottolinearono che il Carcharodontosaurs sembrava avere un cranio proporzionalmente più grande, mentre Tyrannosaurus aveva arti posteriori proporzionalmente più grandi. In un'intervista del 1995 per un articolo di Science News intitolato "New Beast Usurps T. Rex as King Carnivore", Sereno osservò che questi teropodi recentemente scoperti dal Sud America e Africa gareggiavano con il Tyrannosaurus per il titolo di più grande dinosauro predatore mai scoperto, e ciò aiuterebbe alla comprensione delle faune del Cretaceo superiore. Nello stesso numero di Science in cui Carcharodontosaurus venne descritto, il paleontologo canadese Philip J. Currie precisò che il titolo era ancora da determinare e che in paleontologia le dimensioni non sono più importanti di quanto lo siano, ad esempio, gli adattamenti, le relazioni e la distribuzione. Inoltre ha trovato degno di nota che i due animali siano stati trovati a distanza di un anno l'uno dall'altro, e che fossero strettamente imparentati, a dispetto dell'essere stati trovati in diversi continenti.

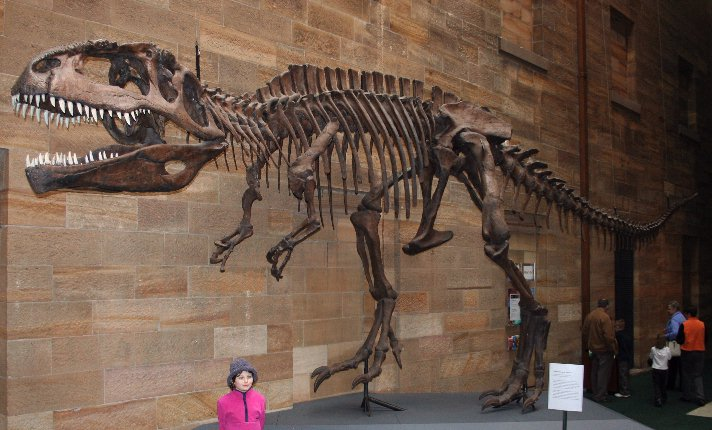
Scheletro montato di Giganotosaurus, all'Australian Museum, Sydney

Nel 1997, in un'intervista di Science News, Coria stimò che il Giganotosaurus raggiungesse i 13,7 metri- 14,3 metri di lunghezza per un peso di 8-10 tonnellate (8,8 a 11,0 tonnellate corte) sulla base di nuovo materiale, ben più grande di Carcharodontosaurus. Sereno replicò che sarebbe stato difficile determinare un intervallo di dimensioni per una specie basata su pochi esemplari, incompleti, ed entrambi i paleontologi hanno convenuto che altri aspetti di questi dinosauri erano più importanti di risolvere la "disputa sulle dimensioni". Nel 1998, Jorge O. Calvo e Coria ritrovarono un dentario parziale contenente alcuni denti (MUCPv-95) di Giganotosaurus, ritrovata da Calvo vicino a Los Candeleros nel 1988. Calvo e Coria constatarono che il dentario era identico a quello dell'olotipo, sebbene più grande dell'8%, a 62 cm (24 pollici), fugando l'ipotesi che potesse trattarsi di un nuovo teropode. Anche se la parte posteriore è incompleta, hanno proposto che il cranio del campione olotipico fosse lungo circa 1,80 metri, e stimarono che il cranio del campione fosse ben più grande arrivando a 1,95 metri di lunghezza, rappresentando il cranio più lungo di qualsiasi altro teropode.
Nel 1999, Calvo ritrovò un dente incompleto, (MUCPv-52) di Giganotosaurus; questo esemplare venne scoperto nei pressi del Lago Ezequiel Ramos Mexia nel 1987 da A. Delgado, ed è quindi il primo fossile noto del genere nella regione. Calvo ha inoltre suggerito che alcuni piste di impronte fossili di teropodi e tracce isolate (che fanno da base all'ichnotaxon Abelichnus astigarrae, nel 1991) appartenessero in realtà a Giganotosaurus, in base alle loro grandi dimensioni. Le maggiori tracce sono lunghe ben 50 centimetri (20 pollici) con un passo di 130 centimetri (51 pollici), e il più piccolo è di 36 centimetri (14 pollici) di lunghezza con un passo di 100 centimetri (39 pollici). Le tracce sono tridattile (a tre dita) e hanno grandi e grossolane dita, con l'impressione dell'artiglio in primo piano. Le impressioni delle dita occupano la maggior parte della lunghezza delle pista, ed una traccia ha un tacco sottile. Anche se le tracce sono state trovate in un livello stratigrafico superiore rispetto ai principali fossili di Giganotosaurus, erano negli stessi strati dove è stato ritrovato il dente singolo, insieme ad alcune ossa di dinosauri sauropodi, noti dagli stessi strati di Giganotosaurus.
Nel 2001, il medico-scienziato Frank Seebacher propose un nuovo metodo polinomiale di calcolo delle stime del corpo e della massa per i dinosauri (usando la lunghezza, la profondità e la larghezza del corpo dell'animale), e ha stimato che il Giganotosaurus arrivasse a pesare 6,6 tonnellate (7,3 tonnellate corte), sulla base delle dimensioni originali di 12,5 metri. Nella descrizione del 2002, della scatola cranica di Giganotosaurus, Coria e Currie hanno proposto una stima di 1,60 metri per la lunghezza del cranio olotipo, e ha calcolato un peso di 4,2 tonnellate (4,6 tonnellate corte) estrapolando dai 520 millimetri di circonferenza del femore. Ciò comporta un quoziente di encefalizzazione (misura relativa delle dimensioni del cervello) di 1,9. Nel 2004, Gerardo V. Mazzetta e colleghi hanno sottolineato che anche se il femore dell'olotipo era più grande di quello di "Sue", la tibia era di 8 cm (3 pollici) più corta, a 1,12 metri. Hanno inoltre provato che il campione olotipico fosse stato pari al peso di Tyrannosaurus di 8 tonnellate (8,8 tonnellate corte) (marginalmente più piccole di "Sue"), e che il dentario potrebbero rappresentare un animale di 10 tonnellate (11 tonnellate corte), se geometricamente simile al modello olotipico. Utilizzando l'equazione multivariata di regressione, questi autori hanno suggerito un peso alternativo di 6,5 tonnellate (7,2 tonnellate corte) per l'olotipo e 8,2 tonnellate (9,0 tonnellate corte) per il campione più grande, e che quest'ultimo era quindi il più grande carnivoro terrestre conosciuto.

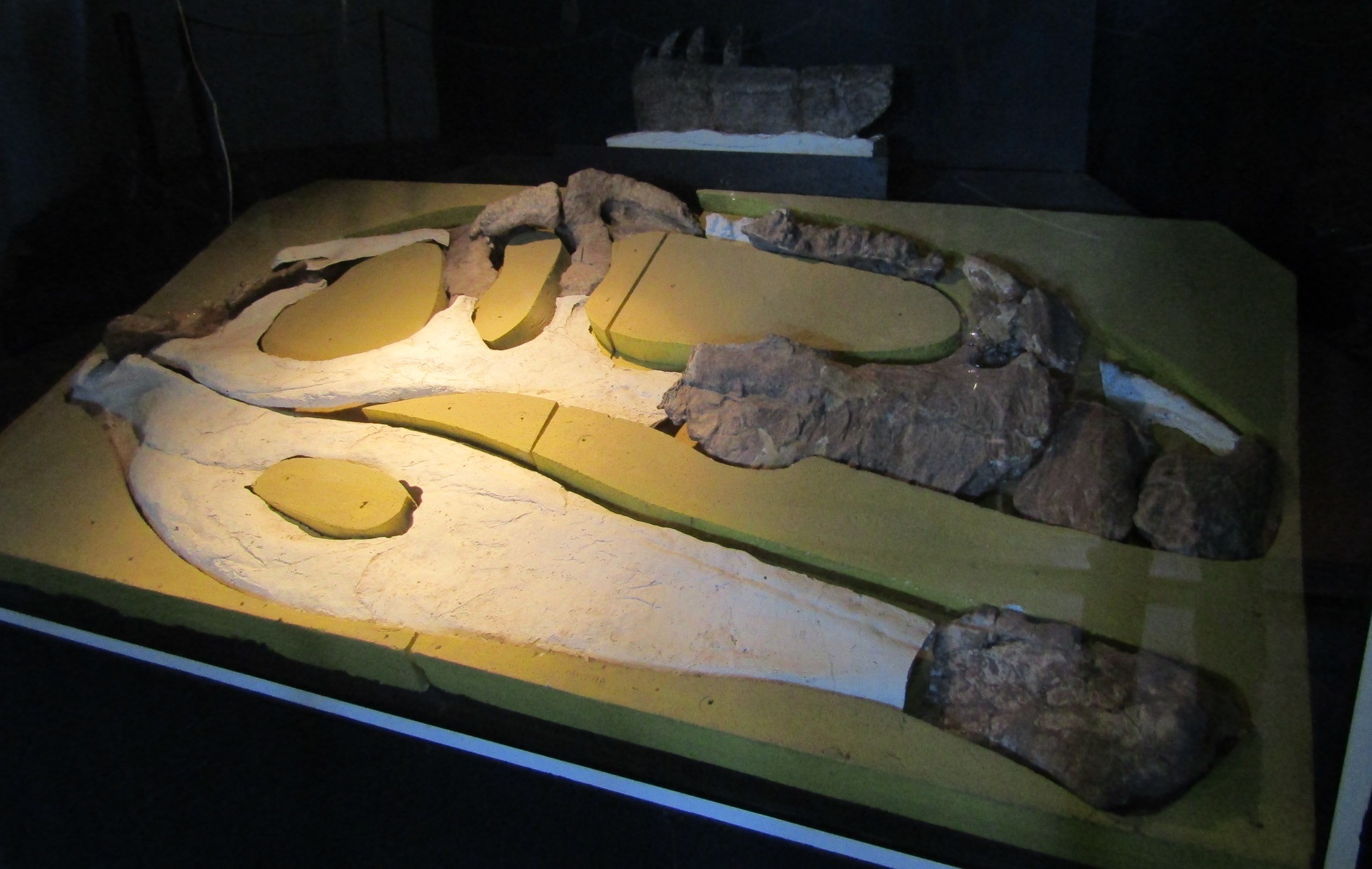
Cranio olotipico di Giganotosaurus

Nel 2005, Cristiano Dal Sasso e colleghi hanno descritto del nuovo materiale cranio (un muso) di Spinosaurus (anche i suoi fossili originali vennero distrutti durante la seconda guerra mondiale), e conclusero che l'animale a cui apparteneva il fossile doveva essere lungo tra i 16 e i 18 metri, con un peso 7-9 tonnellate (7,7 a 9,9 tonnellate corte), superando in dimensioni qualsiasi altro teropode noto. Nel 2006, Coria e Currie descrissero il grande teropode Mapusaurus dalla Patagonia, strettamente imparentato con Giganotosaurus e approssimativamente delle stesse dimensioni. Nel 2007, François Therrien e Donald M. Henderson affermarono che sia Giganotosaurus sia Carcharodontosaurus possedessero una lunghezza di 13,5 metri di lunghezza e un peso di 13,8 tonnellate (15,2 tonnellate corte), superando il Tyrannosaurus, e stimò che il cranio olotipo di Giganotosaurus fosse di 1,56 metri di lunghezza. Affermarono inoltre che queste stime dipendevano anche dal fatto che i crani incompleti di questi animali erano stati ricostruiti in modo corretto, e sono necessari campioni più completi per stime più accurate. Hanno inoltre scoperto che Dal Sasso e colleghi avevano ricostruito lo Spinosaurus con stime esagerate, stimandolo piuttosto a 14,3 metri (47 ft) di lunghezza, per un peso di 20,9 tonnellate (23,0 tonnellate corte). Essi conclusero che questi dinosauri avevano raggiunto il limite di massa e dimensioni consentite per un animale bipede.
Nel 2012, Matthew T. Carrano e colleghi hanno notato che il Giganotosaurus era stato studiato quasi unicamente per le sue dimensioni, e nonostante l'olotipo fosse relativamente completo, ma non era ancora stato descritto in dettaglio, a parte la scatola cranica. Hanno sottolineato, inoltre, che molti contatti tra le ossa del cranio non si sono conservati, rendendo le stime da esso estrapolate piuttosto ambigue. Hanno provato, invece, che i crani di Giganotosaurus e Carcharodontosaurus avevano le stesse esatte dimensioni di quello del Tyrannosaurus. Hanno anche misurato il femore dell'olotipo stimandolo a 1.365 metri, a differenza della misura originale, e proposero una massa corporea inferiore all'originale. Nel 2013, il paleontologo americano Scott Hartman ha pubblicato una stima doppia (sulla base delle ricostruzioni scheletriche disegnate), in cui ha trovato che Tyrannosaurus ("Sue") fosse più grande di Giganotosaurus. Egli ha stimato che l'olotipo di Giganotosaurus aveva un peso di 6,8 tonnellate (7,5 tonnellate corte), e il più grande campione aveva un peso di 8,2 tonnellate (9,0 tonnellate corte). Il Tyrannosaurus, invece, aveva un peso di 8,4 tonnellate (9,3 tonnellate corte), e Hartman notò che aveva un torso più ampio, anche se i due sembravano simili in vista laterale. Egli ha anche sottolineato che il dentario di Giganotosaurus era presumibilmente dell'8% più grande di quello del campione olotipico, ma era più verosimili che fosse solo del 6,5% più grande, o potrebbe semplicemente essere appartenuto a un animale di dimensioni simili con un dentario più robusto. Alla fine Hartman concluse che non è possibile dare una stima fissa e conclusiva dell'animale con campioni frammentari e solo un campione quasi completo e che ci vorranno altri fossili meglio conservati per stabilire delle vere dimensioni, così come c'è voluto un secolo per trovare l'esemplare di Tyrannosaurus "Sue". Nel 2014, Nizar Ibrahim e colleghi stimarono che la lunghezza di Spinosaurus fosse uguale e forse superiore a 15 metri, estrapolandola da un nuovo esemplare. Ciò renderebbe lo Spinosaurus il più grande dinosauro carnivoro mai esistito.

## Paleobiologia
Nel 1999, Reese E. Barrick e William J. Showers scoprirono che le ossa di Giganotosaurus e Tyrannosaurus avevano dei livelli di isotopi di ossigeno molto simili tra loro, con una distribuzione del calore nel corpo molto simile. Questi modelli di termoregolazione indicano che questi dinosauri avevano un metabolismo intermedio tra quello dei mammiferi e quello dei rettili, ed erano quindi omeotermi (con una temperatura interna stabile, un tipo di "sangue caldo"). Il metabolismo da 8 tonnellate (8,8 tonnellate corte) del Giganotosaurus sarebbe paragonabile a quella di un mammifero carnivoro di 1 tonnellata (1,1 tonnellate corte), il che avrebbe permesso di sostenere una rapida crescita.
Nel 2001, R. Ernesto Blanco e Mazzetta valutarono le capacità cursorie (corsa) di Giganotosaurus, e riscontrarono che queste risultavano piuttosto limitate, a causa del rischio di lesioni coinvolte in un grande animale che cade durante una corsa. Essi hanno scoperto che lo squilibrio crescerebbe al crescere della velocità, e calcolando il tempo necessario per una gamba per ottenere l'equilibrio dopo la retrazione della gamba opposta, hanno trovato che la tomaia cinematica sul limite della velocità di marcia era pari a 7 metri al secondo (25 km/h), una velocità alla quale non ci sarebbe pericolo di cadere. Confrontando la capacità di esecuzione di Giganotosaurus con un uccello, come lo struzzo, si è stimata un'esecuzione minore e limitata, dal momento che i teropodi, a differenza degli uccelli, hanno code pesanti per controbilanciare il loro peso.

### Alimentazione

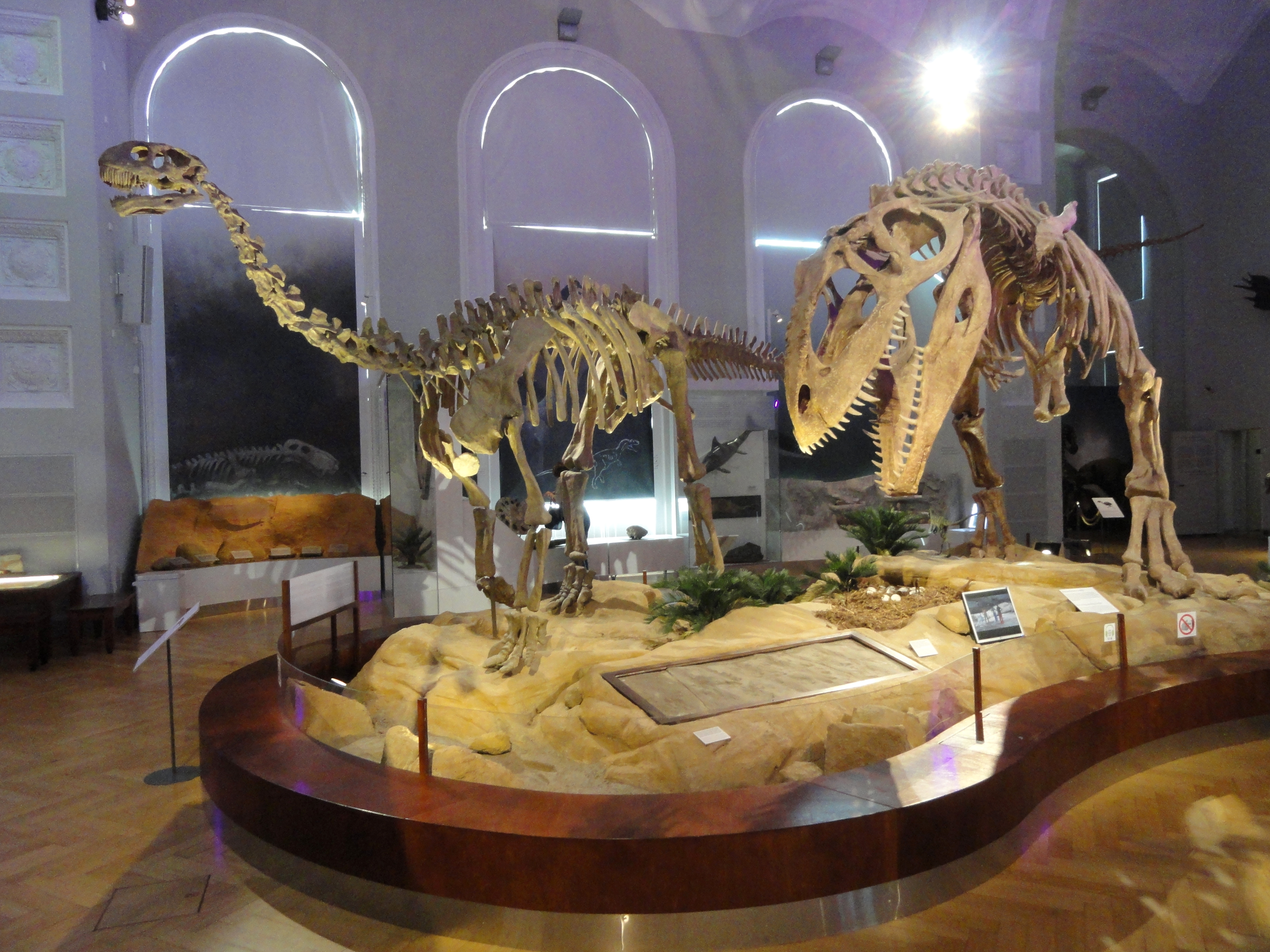
Scheletro di Giganotosaurus mentre caccia un sauropode, al Finnish Museum of Natural History

Nel 2002, Coria e Currie hanno trovato che varie caratteristiche della parte posteriore del cranio (come la pendenza dell'occipite e il condilo occipitale basso e ampio) indicano che il Giganotosaurus aveva un'ampia manovrabilità laterale del cranio rispetto alle vertebre anteriori del collo. Queste caratteristiche possono anche essere correlata alla maggiore massa e alla lunghezza dei muscoli della mandibola; l'articolazione della mascella del Giganotosaurus e degli altri carcharodontosauridae era spostata per aumentare la lunghezza della muscolatura della mascella, consentendo una più veloce chiusura delle ganasce, al contrario dei tirannosauridi che aumentarono la massa muscolare della mandibola, per aumentare la potenza del loro morso.
Nel 2005, Therrien e colleghi stimarono la forza relativa del morso dei teropodi (stime in valori assoluti in newton erano impossibili) e hanno scoperto che il Giganotosaurus e i taxon relativi avevano sviluppato adattamenti per catturare e abbattere prede grazie a morsi potenti e profondi, mentre i tirannosauridi avevano sviluppato adattamenti per resistere alla torsione dello stress e per frantumare le ossa. La forza del morso del Giganotosaurus era più debole di quella del Tyrannosaurus, e la forza diminuiva lungo la fila dei denti. La mandibola era adatta ad affettare e probabilmente catturare e manipolare la preda con la parte anteriore delle mascelle. Questi autori suggeriscono che il Giganotosaurus e altri allosauroidi potessero essere predatori generalisti che si nutrivano di un ampio spettro di prede, soprattutto piccole prede come i giovani sauropodi. Il processo ventrale (o "mento") della mandibola potrebbe essere un adattamento per resistere alle sollecitazioni di trazione quando il morso raggiungeva la preda con la parte anteriore delle ganasce.
I primi fossili conosciuti del genere affine Mapusaurus sono stati ritrovati in un bonebed (letto di ossa) composto da diversi individui a diversi stadi di crescita. Nella loro descrizione del 2006 del genere, Coria e Currie hanno suggerito che anche se questa aggregazione potrebbe essere dovuta ad un accumulo a lungo termine o ad una coincidenza delle carcasse, la presenza di diverse fasi della crescita dello stesso genere indica che l'aggregazione non è casuale. In un articolo del 2006 del National Geographic, Coria ha dichiarato che il bonebed era probabilmente il risultato di una di un evento catastrofico, e che la presenza di individui prevalentemente di medie dimensioni, con pochissimi giovani o vecchi, è normale per gli animali che formano branchi o piccoli gruppi. Pertanto, Coria ha affermato che anche i grandi teropodi potevano occasionalmente unirsi in piccoli gruppi per cacciare, il che sarebbe stato vantaggioso per la caccia ai sauropodi giganti, come i titanosauri.

## Paleoecologia
Il Giganotosaurus è stato scoperto nella Formazione Candeleros, una formazione rocciosa depositatasi durante i primi del Cenomaniano, nel Cretaceo superiore, circa 99,6-97 milioni di anni fa. Questa formazione è l'unità più bassa del gruppo Neuquén, della quale fa parte anche il sottogruppo Rio Limay, entrambi situati nella Provincia di Neuquén in Argentina. La formazione è composta da arenaria grossolana e media grana, depositatasi in un ambiente fluviale (associato a corsi d'acqua) e in condizioni eoliche (effettuata dal vento). Il paleosuolo (suolo sepolto), è composto da siltiti e argille, alcune delle quali rappresentano delle condizioni paludose.
Il Giganotosaurus era probabilmente il superpredatore del suo ecosistema. Esso condivideva il suo ambiente con dinosauri erbivori come i sauropodi titanosauri Argentinosaurus e Andesaurus e con i rebbachisauridi Limaysaurus e Nopcsaspondylus. Nell'area vi erano anche altri teropodi come l'abelisauride Ekrixinatosaurus, il dromaeosauride Buitreraptor e l'alvarezsauride Alnashetri. Altri rettili che vivevano nella stessa zona erano i crocodyliformi Araripesuchus e Sphenodontians, serpenti e la tartaruga Prochelidella. Altri vertebrati includono alcuni mammiferi cladoteri, una rana pipoide e dei pesci ceratodontiformi. Alcune impronte fossili indicano la presenza di grandi ornitopodi e pterosauri.

## Nella cultura di massa
Sebbene sia una scoperta relativamente recente, il Giganotosaurus è divenuto in poco tempo abbastanza famoso presso il pubblico, per le dimensioni che si pensavano essere maggiori rispetto a quelle del Tyrannosaurus, venendo quindi spesso etichettato con il titolo del "più grande teropode mai esistito", anche se oggi lo Spinosaurus è considerato dalla comunità scientifica come il più lungo, e altri scheletri di T.rex più grandi di Sue e nuovi studi sul peso abbiano rivelato che il Tyrannosaurus era effettivamente più massiccio e pesante di loro e di una lunghezza praticamente uguale a quella del Giganotosaurus. Viene inoltre erroneamente confuso con il Gigantosaurus, un dinosauro molto diverso (sauropode) che non è noto alla cultura di massa; la confusione avviene per l'assonanza dei due nomi e per la facilità della pronuncia scorretta. Il Giganotosaurus è comparso per ciò in vari media, sia col suo nome corretto che con quello errato, tra cui:
- Compare nel film Alla ricerca della valle incantata V - L'isola misteriosa, nel documentario Chased by Dinosaurs, nella serie Primeval, nel film Viaggio al centro della terra (anche se il suo aspetto ricorda di più quello di un Tyrannosaurus), ne Il treno dei dinosauri e in Gigantosaurus.
- Compare anche in alcuni videogiochi, come Jurassic Park Builder, Turok, Dino Crisis 2 e Ark - Survival Evolved, dove viene quasi visto come l'antitesi o comunque la sostituzione più grande del Tyrannosaurus e dello Spinosaurus.
- Nel franchise di Jurassic Park, L'Indominus rex, il dinosauro ibrido antagonista del film Jurassic World (2015) è stato creato anche grazie alla presenza del DNA di Giganotosaurus, come si può evincere dalle sue dimensioni (15 metri) e dalla struttura del corpo e del cranio, che si presenta come un incrocio tra il cranio di un Giganotosaurus e quello di altri animali teropodi come Rugops, Allosaurus e Majungasaurus. L'animale in sé, compare nel film Jurassic World - Il dominio (2022), pur con caratteristiche ben diverse rispetto a quelle stimate: più simile all'Indominus rex, possiede due corna piuttosto pronunciate sopra le orbite oculari, simili a quelle dell'Allosaurus e possiede sulla schiena una piccola gobba che ricorda vagamente quella di un Concavenator. Alcuni hanno infatti erroneamente riconosciuto l'animale e lo hanno classificato come Acrocanthosaurus o Carcharodontosaurus. Nella versione estesa del film è presente inoltre un prologo ambientato nel Cretaceo, in cui lo stesso Giganotosaurus lotta con un Tyrannosaurus rex avendo la meglio, scontro che tuttavia nella realtà non sarebbe mai potuto avvenire, in quanto i due dinosauri vissero in luoghi e periodi diversi. Con tale design il dinosauro appare anche in videogiochi come Jurassic World Evolution 2 (come skin del dinosauro base), in Giganotosaurus Simulator, su Jurassic World Alive; in Jurassic World: il gioco ci sono due tipi di questo dinosauro: il primo non somiglia a quello del film (poiché è stato sviluppato prima), il secondo invece è identico a quello del film.
- Nel fumetto della DC Comics Jurassic League, ambientato in un universo parallelo preistorico dove appaiono molti celebri personaggi dell'Universo DC reinterpretati come dinosauri e altri animali preistorici antropomorfi, la supercriminale Giganta, appare reinterpretata come una enorme femmina di Giganotosaurus antropomorfo.